# Léon-Jules-Augustin Tamisier
Léon-Jules-Augustin Tamisier, francoski general, * 1892, † 1953.